# آلبرتو الیانی
آلبرتو الیانی (به ایتالیایی: Alberto Eliani) بازیکن فوتبال و اهل ایتالیا است که از سال ۱۹۴۸ میلادی عضو تیم ملی فوتبال ایتالیا بوده و در ۲ بازی ملی حضور داشته‌است. او در بازی‌های ملی‌اش گلی به ثمر نرساند.
آلبرتو الیانی آخرین بازی ملی خود را در سال ۱۹۴۸ میلادی انجام داد.